# Acrorhynchides stylifera
Acrorhynchides stylifera är en plattmaskart som beskrevs av Schockaert och Tor Karling 1975. Acrorhynchides stylifera ingår i släktet Acrorhynchides och familjen Polycystididae. Inga underarter finns listade i Catalogue of Life.